# 鹿児島県道29号石垣加世田線
鹿児島県道29号石垣加世田線（かごしまけんどう29ごういしがきかせだせん）は、鹿児島県南九州市から南さつま市に至る県道（主要地方道）である。

## 概要
南九州市頴娃町別府から南さつま市加世田本町を結ぶ。
南九州市の茶畑を抜ける区間など一部に狭隘区間が残っているが、徐々に拡幅されている。

### 路線データ
- 起点：鹿児島県南九州市頴娃町別府（番所鼻公園前交差点、国道226号交点）
- 終点：鹿児島県南さつま市加世田本町（市役所前交差点、国道226号起点、国道270号交点）
- 陸上距離 ： 24.549 km[1]

## 歴史
- 1993年（平成5年）5月11日 - 建設省から、県道石垣加世田線が石垣加世田線として主要地方道に指定される[2]。

## 路線状況

### 重複区間
- 鹿児島県道262号霜出南別府線（南九州市知覧町塩屋）

## 地理

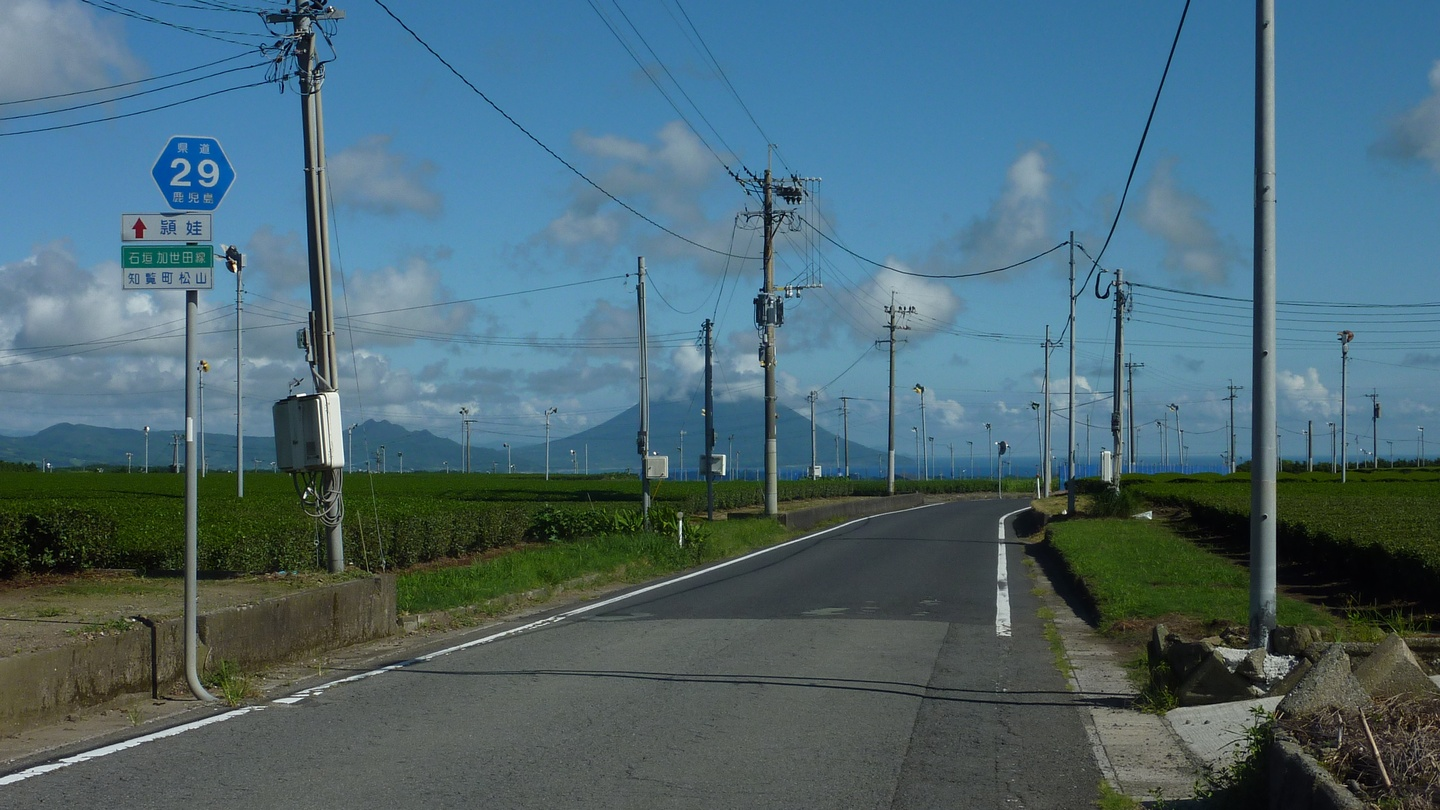
南九州市（旧知覧町）

### 通過する自治体
- 南九州市
- 南さつま市

### 交差する道路
| 交差する道路                             | 市町村名   | 交差する場所 | 交差する場所              |
| ---------------------------------------- | ---------- | ------------ | ------------------------- |
| 国道226号                                | 南九州市   | 頴娃町別府   | 番所鼻公園前交差点 / 起点 |
| 鹿児島県道262号霜出南別府線 重複区間起点 | 南九州市   | 知覧町塩屋   | 松山交差点                |
| 鹿児島県道262号霜出南別府線 重複区間終点 | 南九州市   | 知覧町塩屋   |                           |
| 鹿児島県道34号枕崎知覧線                 | 南九州市   | 知覧町西元   |                           |
| 国道225号                                | 南九州市   | 川辺町中山田 | 勝目麓交差点              |
| 国道226号 国道270号                      | 南さつま市 | 加世田本町   | 市役所前交差点 / 終点     |

### 交差する鉄道
- 指宿枕崎線

### 沿線
- JR九州指宿枕崎線 水成川駅
- 南九州市立松山小学校
- 南九州市立別府中学校
- 南さつま市役所
- 南さつま市立中央図書館
- 知覧高等自動車学校